# Sammie Rhodes
Pour les articles homonymes, voir Rhodes (homonymie).
Sammie Rhodes, née Laura Fisher le 10 novembre 1983 à New Haven dans le Connecticut aux États-Unis, est une actrice pornographique américaine.

## Biographie
Après avoir fait au début de sa carrière quelques scènes hétérosexuelles, elle a rapidement décidé qu'elle ne ferait plus que des scènes lesbiennes.
Sammie est également lesbienne dans sa vie privée.
En novembre 2006, elle est nommée DanniGirl du mois sur Danni.com.

## Récompenses

### Victoires
- 2009 CAVR Award Winner – Femme of Year
- 2008 AVN Award – Best All-Girl Sex Scene - Video pour Babysitters (avec Lexxi Tyler, Angie Savage, Alektra Blue et Sophia Santi)[1]

### Nominations
- 2007 : AVN Award - Best All-Girl Sex Scene - Girlvana 2 avec Shyla Stylez & Jenaveve Jolie.

## Filmographie sélective
- 2004 : Whipped Cream And Honey
- 2004 : Finger Licking Good 1
- 2004 : Grudge Fuck 2
- 2005 : Girlvana 1
- 2005 : Pussy Party 10
- 2005 : Pussy Party 11
- 2005 : No Man's Land 40
- 2005 : The Violation of Hillary Scott
- 2006 : The Violation of Tory Lane
- 2006 : The Violation of Sierra Sinn
- 2006 : Girlvana 2
- 2006 : No Man's Land 41
- 2007 : No Man's Land Girlbang
- 2007 : Babysitters
- 2007 : Belladonna's Evil Pink 3
- 2007 : Taboo 23
- 2005 : Pussy Party 22
- 2007 : No Man's Land Interracial Edition 10
- 2008 : No Man's Land Interracial Edition 11
- 2008 : Lesbian Seductions 18
- 2008 : No Man's Land Girls in Love 1
- 2008 : We Live Together.com 4
- 2008 : We Live Together.com 5
- 2008 : We Live Together.com 6
- 2009 : We Live Together.com 7
- 2009 : We Live Together.com 8
- 2009 : We Live Together.com 9
- 2009 : We Live Together.com 10
- 2009 : We Live Together.com 11
- 2009 : No Man's Land Girls in Love 2
- 2009 : The Violation of Kylie Ireland
- 2009 : I Kissed a Girl and I Liked It
- 2010 : Her First Lesbian Sex 19
- 2010 : No Man's Land Girls in Love 5
- 2010 : We Live Together.com 12
- 2010 : We Live Together.com 13
- 2010 : We Live Together.com 14
- 2010 : We Live Together.com 15
- 2010 : We Live Together.com 16
- 2011 : We Live Together.com 17
- 2011 : We Live Together.com 18
- 2011 : We Live Together.com 19
- 2011 : We Live Together.com 20
- 2011 : Molly's Life 9
- 2011 : Molly's Life 10
- 2011 : Belladonna: No Warning 6
- 2012 : Lesbian Love 2
- 2012 : Women Seeking Women 87
- 2012 : We Live Together.com 21
- 2012 : We Live Together.com 22
- 2012 : We Live Together.com 23
- 2012 : We Live Together.com 24
- 2012 : Molly's Life 18
- 2013 : Molly's Life 20
- 2013 : We Live Together.com 25
- 2013 : We Live Together.com 26
- 2013 : We Live Together.com 30
- 2014 : We Live Together.com 31
- 2014 : We Live Together.com 32
- 2015 : Hand Solo
- 2015 : Just Say No to Cock
- 2016 : Dani Daniels Is Delicious
- 2016 : No Boys, Just Toys
- 2017 : Kissing Cousins 3
- 2017 : Tone And Moan
- 2018 : Vivid's All Rhodes Lead To Sammie (compilation)
- 2018 : Vivid's Strap-On Sluts (compilation)
- 2019 : Craving Anal 3 (compilation)